# Euxoa siepii
Euxoa siepii là một loài bướm đêm trong họ Noctuidae.